# Rivière Virot
Rivière Virot är ett vattendrag i Kanada.   Det ligger i provinsen Québec, i den östra delen av landet, 600 km nordost om huvudstaden Ottawa.
I omgivningarna runt Rivière Virot växer i huvudsak blandskog. Trakten runt Rivière Virot är nära nog obefolkad, med mindre än två invånare per kvadratkilometer.